# Ascidicola rosea
Ascidicola rosea är en kräftdjursart som beskrevs av Tord Tamerlan Teodor Thorell 1859. Ascidicola rosea ingår i släktet Ascidicola och familjen Ascidicolidae. Arten är reproducerande i Sverige. Inga underarter finns listade i Catalogue of Life.